# Francis Lucas (homme politique anglais)
Francis Alfred Lucas (7 juin 1850 - 11 décembre 1918, Londres), est un militaire, homme d'affaires et homme politique britannique.

## Biographie
Après avoir suivi ses études à University College London, il devient associé de la Lucas, Nicholls and Company, ainsi que directeur d’Allied Insurance et d’Allied Marine Insurance.
Il sert durant trente-cinq ans comme volontaire dans l'Artists' Rifles et atteint le grade de colonel.
Il est gouverneur du Christ's Hospital et du Guy's Hospital.
Juge de paix du Suffolk, il est membre de la Chambre des communes de 1900 à 1906.
Il est le gendre de David de Stern. Il meurt le 11 décembre 1918 de la grippe espagnole.

## Sources
- (en) Cet article est partiellement ou en totalité issu de l’article de Wikipédia en anglais intitulé « Francis Lucas (English politician) » (voir la liste des auteurs).